# Hauka
Hauka – ruch religijny powstały na terenie francuskich kolonii w Afryce. Rozpoczął się na terenie Nigru, a później rozprzestrzenił się na inne obszary Afryki. Jego uczestnicy organizowali ceremonie, w czasie których wpadali w trans i poprzez naśladownictwo i taniec odtwarzali skomplikowane rytuały wojsk i urzędów kolonialnych. Dla doskonalenia rytuału obserwowali parady wojskowe i uroczystości cywilne. Przykładowa ceremonia została przedstawiona w filmie krótkometrażowym „Szaleni Władcy” (fr. Les Maîtres Fous – reżyseria Jean Rouch, 1955). Jej uczestnicy odtwarzali wzorcowe role, m.in. gubernatora, konduktora kolejowego, generała, złego kapitana, kierowcy ciężarówki. Odbyli inspekcję repliki pałacu gubernatora i składali ofiary ze zwierząt na centralnym ołtarzu.
Według niektórych antropologów ruch był rdzennie afrykańską formą oporu, a naśladowcze rytuały miały na celu zdobycie energii imitowanych kolonialistów. Ta teza została poddana krytyce przez amerykańskiego antropologa Jamesa G. Fergusona, który uważał, iż rytualne naśladownictwo nie miało na celu importowania obcej kultury, ale zdobycie praw i statusu w kolonialnym społeczeństwie. Nie była więc to forma oporu, ale zdobycia równej pozycji.